# クペレ文字
クペレ文字は、リベリアのクペレ語を表記するために1930年代に考案された、左から右に書かれる音節文字。

## 概要
クペレ文字はボン郡Sanoyeaの首長であるグビリによって考案された。ヴァイ文字と同様に夢のおつげで文字がもたらされたとされる。
19世紀以降、リベリアとその一帯の言語のためにヴァイ文字、メンデ文字、ロマ文字などの音節文字が考案されたが、いずれも200文字前後を含むのに対して、クペレ文字では子音の無声と有声の違いなどを無視して同じ字を使うため、半分以下の90文字ほどしか含まない。区別するために濁点のように有声であることを示す記号や声調を表す記号が使われることもある。長母音を示す記号もある。現在使われているものはグビリの元の文字に対して変更や追加が加えられており、地方による違いもある。
クペレ文字は財産や税の記録に使われた。
クペレ文字はクペレ族のうち、グビリの住んでいた土地とその周辺にしか普及しなかった。

## Unicode
Unicodeの追加多言語面にクペレ文字を追加する提案がなされている。